# مرغابی‌های گوش‌صورتی
مرغابی‌های گوش‌صورتی (نام علمی: Malacorhynchus) یک سرده از خانواده مرغابیان است. در سال ۱۸۳۱ توسط پرنده‌شناس انگلیسی ویلیام جان سوینسون تأسیس شد، زمانی که او پیشنهاد کرد مرغابی گوش‌صورتی را به زیرسرده (Malacorhynchus) بر اساس شخصیت‌های منحصربه‌فرد نوک و انگشتان پا منتقل کند. این سرده دارای یک گونه زنده و یک گونه منقرض‌شده‌است.

## فهرست گونه‌ها
- مرغابی گوش‌صورتی (M. membranaceus)
- † مرغابی اسکارلت (M. scarletti) - منقرض‌شده